# 多摩信用金庫
多摩信用金庫（たま しんようきんこ、英語：The Tama Shinkin Bank）は、東京都立川市に本店を置く大手信用金庫。通称は「たましん」。その名の通り多摩地域を営業エリアとする地域金融機関で、神奈川県相模原市にも支店を持つ。

## 概要
1933年（昭和8年）12月26日、有限責任立川信用組合として設立。2006年（平成18年）1月10日、多摩中央信用金庫（本店：東京都立川市曙町2-8-28）、八王子信用金庫（本店：東京都八王子市八日町3-15（現：多摩信用金庫八王子中央支店））、太平信用金庫（本店：東京都武蔵野市西久保1-6-27（現：多摩信用金庫武蔵野支店））の3信金が合併し、多摩中央信用金庫を存続金庫として発足した。
旧・多摩中央信用金庫から引き継ぎ、国分寺市、国立市などの指定金融機関となっている。
2020年5月に本店・本部を、株式会社立飛ホールディングスが建設した新街区「GREEN SPRINGS」内（立川市緑町3-4）へ移転した。

### 主なサービス
預金の受け入れと個人・法人への融資という信金の通常業務に加えて、地盤である多摩の地域振興や起業支援のため幅広い施策を展開している。シンクタンク「たましん地域経済研究所」を持つほか、各市町とも連携している。
- 課題解決プラットフォームTAMA
- Winセンター（たましん事業支援センター）
- Winプラザ多摩センター
- 創業キックオフセミナー
- 各種相談会
- すまいるプラザ
- たましん法人総合サービスBOB（企画：多摩信用金庫、運営：株式会社多摩情報メディア）
- 多摩らいふ倶楽部（企画：多摩信用金庫、運営：株式会社多摩情報メディア）

上記のほか、優れた技術やビジネスモデルを表彰する「多摩ブルー・グリーン賞」、企業マッチングを支援する「多摩の物産＆輸入品商談会」なども主催している。

## 沿革
- 1933年（昭和8年）
  - 12月26日 - 有限責任立川信用組合設立[4]。
  - 12月18日[6] - 保証責任武蔵野町信用組合設立。
- 1941年（昭和16年）10月4日[5] - 有限責任八王子信用組合設立。
- 1943年（昭和18年）4月 - 有限責任八王子信用組合が八王子信用組合に改組。
- 1944年（昭和19年）4月 - 有限責任立川信用組合が立川信用組合に改組。
- 1945年（昭和20年）12月 - 保証責任武蔵野町信用組合が武蔵野町信用組合に改組。
- 1947年（昭和22年）11月 - 武蔵野町信用組合が武蔵野市信用組合に改称。
- 1948年（昭和23年）4月 - 立川信用組合が多摩中央信用組合に改称。
- 1951年（昭和26年）信用金庫法制定に伴い、
  - 10月 - 八王子信用組合が八王子信用金庫に改組。
  - 10月 - 武蔵野市信用組合が武蔵野市信用金庫に改組。
  - 10月 - 多摩中央信用組合が多摩中央信用金庫に改組。
- 1952年（昭和27年）9月 - 武蔵野市信用金庫が太平信用金庫に改称。
- 1973年（昭和48年）12月[9] - 多摩中央信用金庫本社ビル落成（東京都立川市曙町2-8-28）。
- 2003年（平成15年）- 多摩中央信用金庫の創立70周年を記念し、マスコットキャラクター「RISURU」が誕生。
- 2006年（平成18年）1月10日 - 八王子信用金庫、太平信用金庫、多摩中央信用金庫が合併し、多摩信用金庫設立。
- 2010年（平成22年）3月 - 城北信用金庫から小金井支店の事業譲渡を受け、多摩信用金庫小金井南口支店（小金井市中町4-14-7）として開設。
- 2011年（平成23年）12月 - 多摩センターに多摩センター支店オープン（Winプラザ多摩センター、すまいるプラザ多摩センター併設）。愛称「サクセシア」。
- 2013年（平成25年）1月 - 信金東京共同事務センター・オンラインシステムに移行。
- 2017年（平成29年）7月10日 - 磁気の影響を受けにくい新しい通帳（Hi-Co通帳）の取扱を開始。なお、Hi-Co通帳に対応していない信用金庫ATMではHi-Co通帳は使えない [10]。
- 2020年（令和2年）
  - 4月1日 - 小金井南口支店（旧・城北信用金庫）が小金井支店内（小金井市本町2-5-4）へ移転。1店舗内に複数支店が同居営業する「ブランチ・イン・ブランチ方式」となる[11]。
  - 5月18日 - 本店所在地を東京都立川市緑町3-4に変更[12]。
- 2023年（令和5年）2月1日 - 旧本社ビルを改装、起業支援や地域交流の拠点「TAMA MIRAI SQUARE（タマミライスクエア）」として開業[13]。

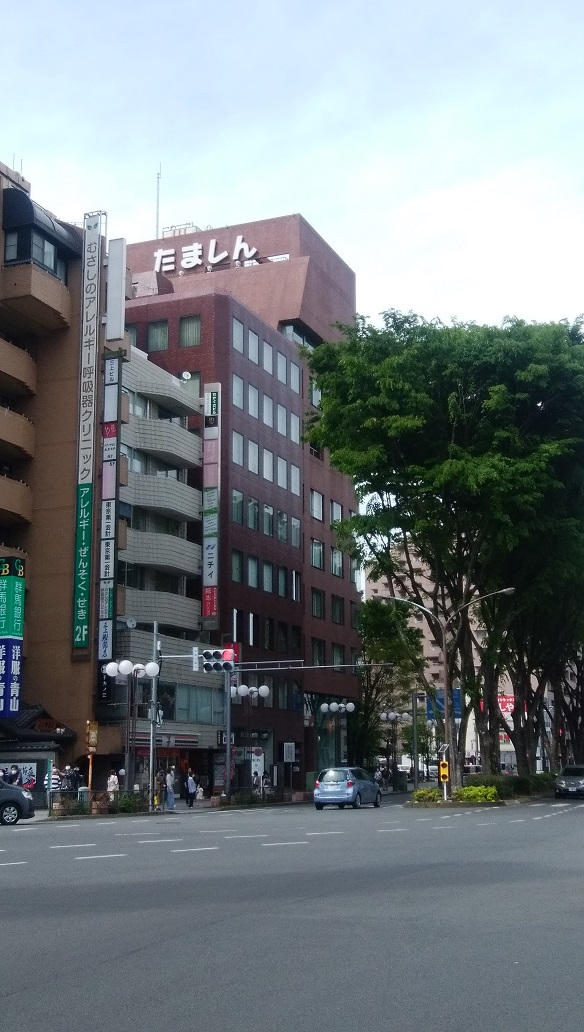
多摩信用金庫旧本社ビル

## キャラクター
- RISURU（リスル）
  - 2003年に旧・多摩中央信用金庫の創立70周年を記念して登場したリスのキャラクター。サンリオが制作した。各種キャンペーンなどの記念品や粗品として登場している[14]。
  - ゆるキャラグランプリ2012に出場。807ポイントを獲得し、486位となった。
  - 2012年12月、スマートフォン用ゲームアプリ「RISURUのドングリをためよう!」をリリース。
  - 2013年、立川市市民会館のネーミングライツを取得、愛称を「たましんRISURUホール」とする。使用期間は2014年1月から2024年3月まで。

## 店舗・ATM
（2023年3月31日現在）

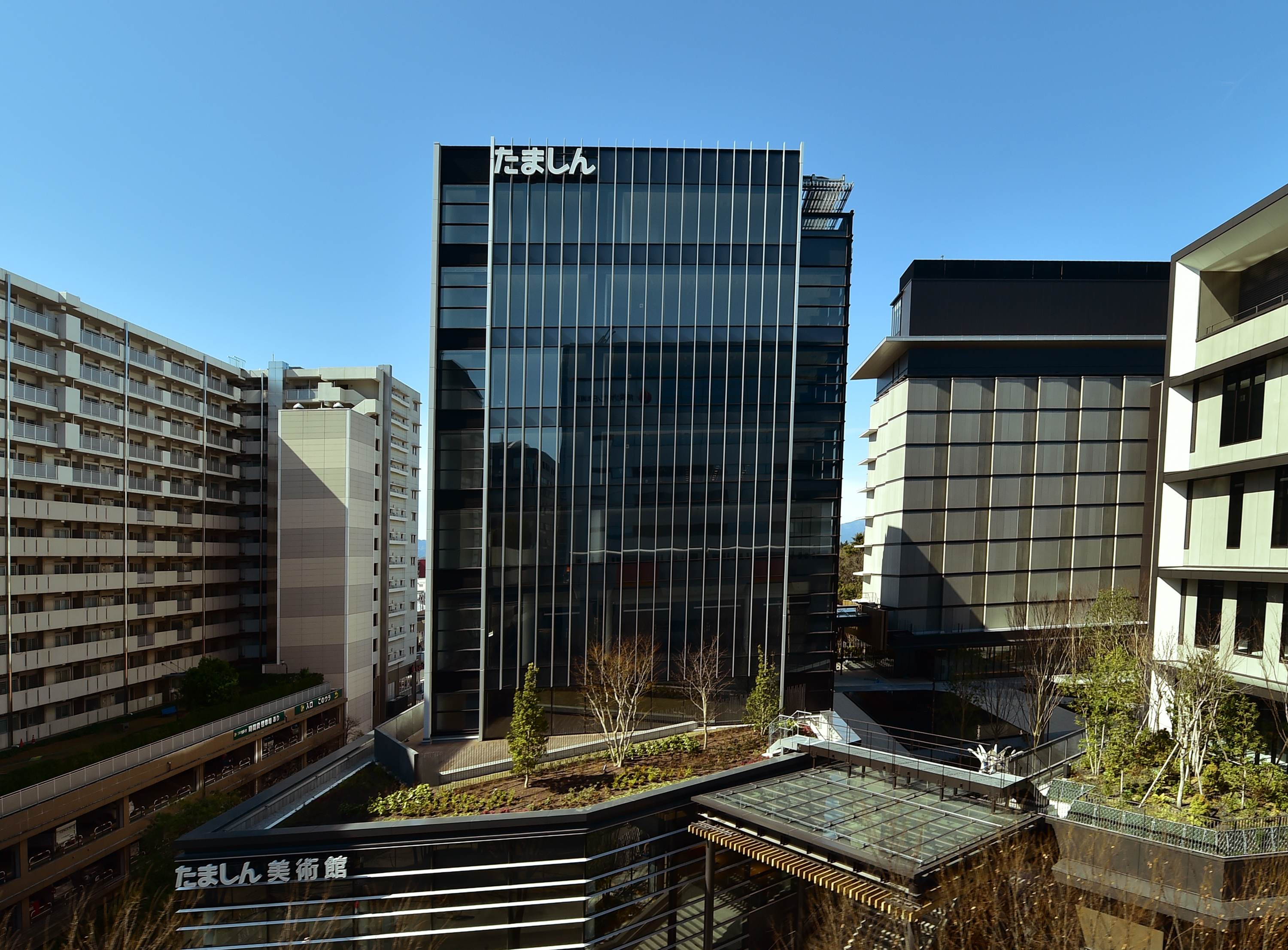
たましん本店・本部棟

店舗： 79店（東京都：77店、神奈川県：2店）
ATM：61か所（すべて東京都）

## 関連会社
- たましんビジネスサービス株式会社
- たましんリース株式会社
- 多摩保証株式会社

## たましん地域文化財団
詳細は「たましん地域文化財団」を参照。
旧・多摩中央信用金庫の多摩文化資料室を母体として1991年4月に設立され、2012年4月に公益財団法人に移行した。季刊の郷土誌『多摩のあゆみ』を発行しているほか、「たましん歴史・美術館」（財団本部や歴史資料室を含む。東京都国立市中1-9-52　多摩信用金庫国立支店6階）を運営している。
2020年5月から、新たな本店・本部棟の1階に開設された「たましん美術館」も運営している。たましんギャラリー（旧本店内）・たましん御岳美術館（青梅市御岳本町1-1）は、新美術館に機能移転するため2019年9月末に閉館した。

## 不祥事
2015年に八王子市がプレミアム付き商品券を発売、同年7月に第2次販売を実施し市内の金融機関などに販売を委託した。この際に販売を担当した同信金の8支店の職員計56人が、委託先の立場を悪用する形で、割当分から302セット151万円分を事前購入し、うち10セットを同信金の顧客に優先販売していたことが、同年7月28日に判明した。
並んでも商品券を購入できなかった市民が、市や同信金に抗議して発覚したもので、同信金は「前回の1次販売で商品券が売れ残ったため、今回も売れ残るだろうと思い、軽率な判断をしてしまった」と公式サイトで謝罪した。
同信金は未使用の商品券を返却し、使用済みについてはプレミアム部分を返納するとした。市は「貴重な税金を使った事業で二度とこのようなことがないように」と厳重注意した。
さらに同年8月、昭島市のプレミアム付き商品券でも同様の事例があったことが判明した。新たに八王子市と昭島市の4支店で157セット（126万5千円）の不正販売があったことが発覚し、前回発覚分と合わせて459セット（277万5千円）に及んだ。
プレミアム付き商品券は地域の経済振興のため発行され、市内の店舗などで買い物する際にプレミアム付きの金額で利用できるもので、八王子市では5千円で6千円分、昭島市では1万円で1万2千円分の買い物ができる。
同信金は2次販売の業務委託料を返納し、市は職員の懲戒処分などの対応を求めた。同信金は会長と理事長が報酬1か月分を全額返上、役員15名の報酬を減額する処分を発表した。